# René Savoie
René Savoie, född 9 februari 1896 i Le Locle i kantonen Neuchâtel, död 29 april 1961 i Neuchâtel, var en schweizisk ishockeyspelare. Vid de olympiska sommarspelen 1920 i Antwerpen slutade Savoies lag på en delad femte plats. Vid de olympiska vinterspelen 1924 i Chamonix kom det schweiziska ishockeylaget på en delad sjunde plats.